# 恋は終わらないずっと
「恋は終わらないずっと」（こいはおわらないずっと）は、MISIAの26枚目のシングル。2012年6月20日にアリオラジャパンから発売された。

## 解説
前作から約1年1ヶ月ぶりとなるリリース。「恋は終わらないずっと」は、NHKドラマ10『はつ恋』の主題歌。ドラマの脚本家の中園ミホとはMISIAの「Everything」が主題歌となったフジテレビ系ドラマ『やまとなでしこ』（2000年10月〜12月放送）以来12年ぶりのタッグとなる。
初回生産限定盤は初恋をテーマにしたMISIA書下ろしの詩集「はつ恋歌」（シリアルナンバー付き）封入。ローソン・HMV限定先着特典はMISIA×Apple Bear「はつ恋歌」しおり。
ジャケットデザインはバルーン・アーティストの細貝里枝とグラフィックデザイナーの河田孝志によるユニットDaisy Balloonが手がけた。

## 収録曲
1. 恋は終わらないずっと [4:37]
作詞：MISIA / 作曲、編曲：佐々木潤
  - NHKドラマ10『はつ恋』主題歌
2. 百年愛 [5:30]
作詞：佐藤真由美 / 作曲、編曲：佐々木潤
3. 恋は終わらないずっと (Acoustic Version) [5:01]
作詞：MISIA / 作曲、編曲：佐々木潤
  - NHKドラマ10『はつ恋』挿入歌
4. Ribbon In The Sky (Gomi's Lair Club Remix) [7:38]
日本語詞：MISIA / 作詞、作曲：Stevie Wonder / リミックス：Gomi